# Liste der Biografien/Naf
Liste der Biografien |
Portal Biografien |
Personensuche
# |
A |
B |
C |
D |
E |
F |
G |
H |
I |
J |
K |
L |
M |
N |
O |
P |
Q |
R |
S |
T |
U |
V |
W |
X |
Y |
Z |
?
 
Na |
Nb |
Nc |
Nd |
Ne |
Nf |
Ng |
Nh |
Ni |
Nj |
Nk |
Nl |
Nm |
Nn |
No |
Nr |
Ns |
Nt |
Nu |
Nv |
Nw |
Nx |
Ny |
Nz
 
Naa |
Nab |
Nac |
Nad |
Nae |
Naf |
Nag |
Nah |
Nai |
Naj |
Nak |
Nal |
Nam |
Nan |
Nao |
Nap |
Naq |
Nar |
Nas |
Nat |
Nau |
Nav |
Naw |
Nax |
Nay |
Naz
Die Liste der Biografien führt alle Personen auf, die in der deutschsprachigen Wikipedia einen Artikel haben. Dieses ist eine Teilliste mit 41 Einträgen von Personen, deren Namen mit den Buchstaben „Naf“ beginnt.

## Naf
- Näf, Anton (* 1946), Schweizer Germanist, Sprachwissenschaftler und Hochschullehrer
- Näf, Beat (* 1957), Schweizer Althistoriker
- Näf, Ernst (* 1920), Schweizer Radsportler
- Näf, Fritz (* 1943), Schweizer Dirigent
- Näf, Johann Baptist (1827–1911), Schweizer Pfarrer und Bibliothekar
- Näf, Johanna (* 1944), Schweizer Malerin, Plastikerin und Fotografin
- Näf, Jonas (1826–1867), Schweizer Jurist und Politiker
- Näf, Konrad (1789–1832), Schweizer Gehörlosenlehrer und Dichter
- Näf, Margrit (* 1955), Schweizer Fussballspielerin
- Näf, Naphtali (1818–1891), badischer Landtagsabgeordneter
- Näf, Norbert (* 1967), Schweizer Politiker
- Näf, Ralph (* 1980), Schweizer Mountainbiker
- Näf, Roland (* 1957), Schweizer Politiker (SP)
- Näf, Rösli (1911–1996), Schweizer Krankenschwester
- Näf, Werner (1894–1959), Schweizer Historiker
- Näf-Enz, Johannes (1826–1886), Schweizer Unternehmer
- Näf-Gallmann, Rudolf (1829–1883), Schweizer Unternehmer
- Näf-Hofmann, Marlies (1926–2018), Schweizer Politikerin und Juristin

### Nafa
- Nafaa, Joseph (* 1969), libanesischer Geistlicher und maronitischer Kurienbischof
- Nafanua, samoanische Kriegerprinzessin
- Nafar, Tamer (* 1979), israelisch-arabischer Rapper

### Nafe
- Nafe Smallz (* 1996), britischer Rapper
- Nafea, Ahmed (* 1997), ägyptischer Handballspieler
- Nafeh, Bashir (1960–2005), palästinensischer Militär, Chef des palästinensischen Militärgeheimdienstes

### Naff
- Naff, Lycia (* 1962), US-amerikanische Schauspielerin und Journalistin
- Näff, Noe (* 2003), Schweizer Skilangläufer
- Naffzer, Jacob († 1586), deutscher Händler, Patrizier und Ratsherr in Erfurt

### Nafi
- Nafihou, Nana (* 1988), beninischer Fußballspieler
- Nafīsa, as-Saiyida (760–825), Heilige Dame des Islam
- Nafisah, Shaye al- (1962–2023), saudi-arabischer Fußballspieler
- Nafisi, Azar, iranisch-amerikanische Hochschulprofessorin, Schriftstellerin und IntellektuelleAzar Nafisi

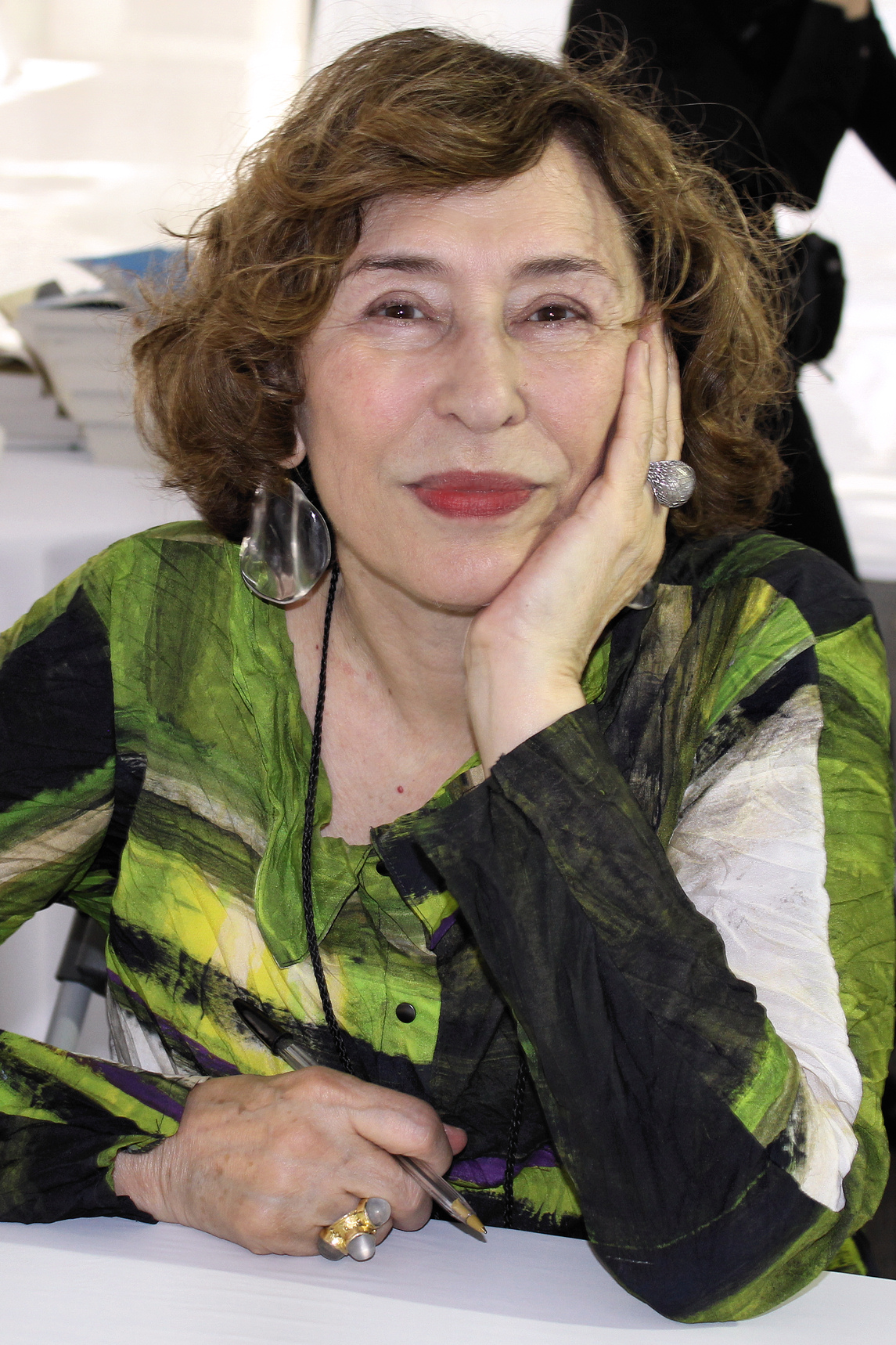
Azar Nafisi

- Nafiu, Valmir (* 1994), mazedonischer Fußballspieler

### Nafk
- Nafkha, Mohamed Ali (* 1986), tunesischer Fußballspieler

### Nafo
- Nafornița, Valentina (* 1987), moldauische Opernsängerin (Sopran)

### Nafp
- Nafpaktitis, Basil G. (1929–2015), griechisch-US-amerikanischer Meeresbiologe

### Nafr
- Nafranowitsch, Iryna (* 1984), belarussische Biathletin und Skilangläuferin

### Nafs
- Nafstad, Ole (* 1946), norwegischer Ruderer

### Naft
- Naftalin, Mark (* 1944), US-amerikanischer Bluesrock-Multiinstrumentalist
- Nafti, Mehdi (* 1978), tunesischer Fußballspieler und -trainer

### Nafv
- Näfver, Kristoffer (* 1986), schwedischer Fußballspieler

### Nafz
- Nafziger, Rudolf (1945–2008), deutscher Fußballspieler